# Crocker Land

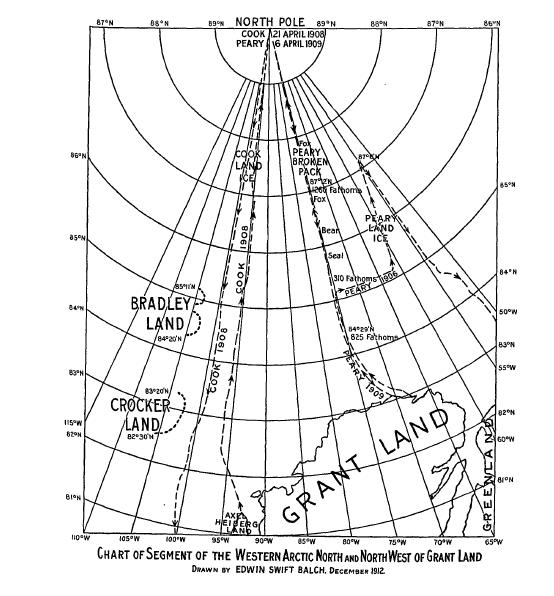
Angenommene Lage von Crocker Land auf einer Karte von 1913, nördlich davon die Phantominsel Bradley-Land

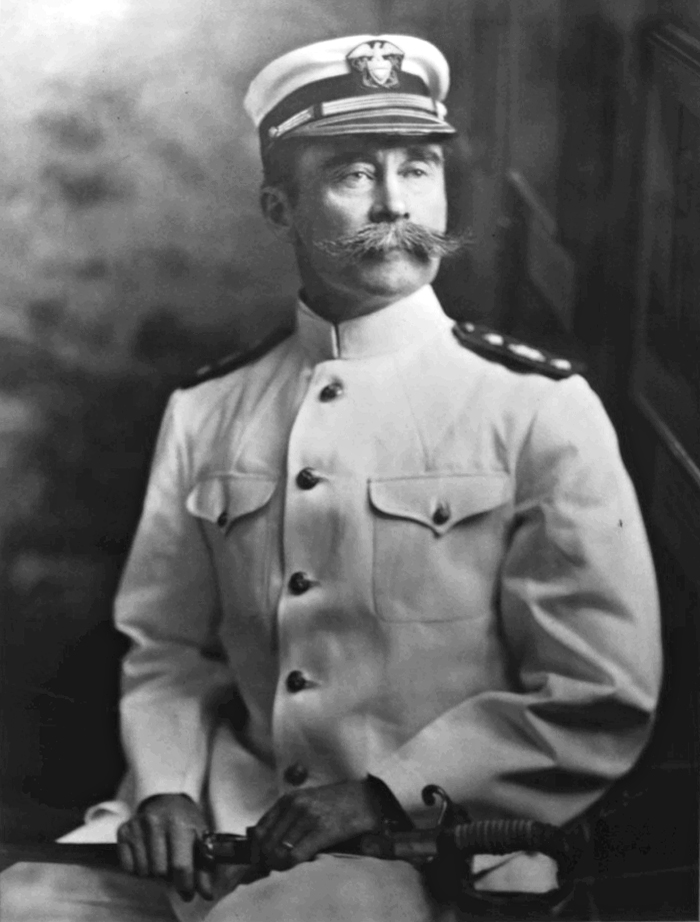
Der vermeintliche Entdecker Robert Peary.

Crocker Land ist der Name einer vermuteten Landmasse im Nordpolarmeer, deren Existenz widerlegt ist.

## Geschichte
Im Jahr 1906 gab der US-amerikanische Polarforscher Robert Peary an, auf einer Expedition vom Kap Thomas Hubbard aus eine Landmasse am Horizont gesehen zu haben. Die Landmasse benannte er nach dem Bankier und einem seiner Geldgeber, George Crocker, einem Mitglied des Peary Arctic Club. Peary vermutete, dass das Land ca. 130 Meilen (210 Kilometer) nördlich der Küste der Ellesmere-Insel auf den Koordinaten 83 Grad Nord und 100 Grad West⊙ liegen müsste.
Im Jahr 1913 startete die sogenannte Crocker-Land-Expedition, die vom US-amerikanischen Forscher Donald MacMillan (1874–1970) geleitet wurde. Sie endete in einem Desaster, als das Schiff im Packeis festfror und schließlich zerdrückt wurde. Nur wenige Besatzungsmitglieder überlebten und wurden erst vier Jahre später gerettet.
Anhand von Satellitenaufnahmen konnte bewiesen werden, dass die Landmasse nicht existiert. Es wäre möglich, dass Peary von einer Luftspiegelung getäuscht wurde. Er gilt jedoch, aufgrund von zweifelhaften Behauptungen im Zusammenhang damit, er habe den Nordpol erreicht, als unzuverlässig und in seinem Tagebuch befindet sich kein Eintrag über die angebliche Beobachtung. 